# Recibimiento
 Recibimiento es un poblado que está situado en el municipio de Santa María Peñoles. Recibimiento está a 2465 metros de altitud.

## Geografía
Está ubicada a 17°05'57" latitud norte y 96°56'49" longitud oeste.

## Población
Según el censo de población de INEGI del 2010: la comunidad cuenta con una población total de 288 habitantes, de los cuales 140 son mujeres y 148 son hombres. Del total de la población 272 personas hablan el mixteco, divididos en 140 hombres y 132 mujeres.

## Ocupación
El total de la población económicamente activa es de 18 habitantes, de los cuales 18 son hombres y 0 son mujeres.